# Cadalso (Cáceres)
Cadalso de Gata es un municipio español de la provincia de Cáceres, Extremadura.
Es un pueblo situado en la sierra de Gata entre la sierra de los Ángeles y el pico de la Almenara, a orillas del río Árrago. Se encuentra en una zona de flora mediterránea compuesta por olivos, pinares, robles, jaras y brezos. Tradicionalmente la población ha subsistido mediante el ejercicio de la agricultura de montaña y la ganadería, en especial el ganado caprino.

## Símbolos
El escudo de Cadalso se aprobó mediante la "Orden de 4 de marzo de 1998, por la que se aprueba el Escudo Heráldico y la Bandera Municipal para el Ayuntamiento de Cadalso", publicada en el Diario Oficial de Extremadura el 21 de marzo de 1998 luego de haber aprobado el expediente el pleno municipal el 4 de julio de 1997, haber emitido informe desfavorable el Consejo Asesor de Honores y Distinciones de la Junta de Extremadura y haber rechazado el pleno del ayuntamiento las propuestas de dicho consejo el 3 de octubre de 1997. El escudo se define oficialmente así:

Escudo de sinople, con un cadalso de oro y sobre él una bandera de plata con la cruz de la Orden de Alcántara, de sinople. Al timbre Corona Real cerrada.

## Geografía física
El término municipal de Cadalso está dividido en tres territorios. Dos de ellos, en uno de los cuales se encuentra la localidad de Cadalso, son enclaves en el término de Santibáñez el Alto. El tercero limita con Descargamaría al norte y con Santibáñez el Alto al oeste, sur y oeste.

## Historia
Cuentan que en la Edad Media en este lugar ahorcaban a los musulmanes que hacían presos después de verlos desde la Almenara y el castillo de Santibáñez el Alto. Entre las dos torres se fue formando un poblado al que llamaron Cadalso.[cita requerida]
Aunque Cadalso ha sido asiento de pueblos y civilizaciones desde la más remota antigüedad, ningún pueblo debió de apreciar tanto como los árabes la belleza de estas tierras, y quizás por ello levantaron numerosas fortalezas defensivas como la Almenara, cercana a la villa, y otras muchas en la sierra de Gata, sirvan como ejemplo las fortalezas de Eljas, Santibáñez y Trevejo. Herencia de esta época es también el cultivo de la vid y el olivo, construyéndose entonces los primeros molinos y almazaras junto al río y arroyos.
Posteriormente, estuvo relacionado muy directamente con la encomienda de Santibáñez el Alto. Alrededor del siglo XI consiguió el título de villazgo, pasando a ser independiente de Santibáñez previo pago de 1500 ducados. 
El siguiente hecho histórico destacable fue la residencia que estableció en Cadalso Alfonso XI durante sus cacerías por la comarca; en la esquina de la plaza con la calle del Chorro, se alza aún la Casa del rey. En su Libro de la montería describe el cercano monte de la Aliseda, apenas a una legua, bueno de jabalíes en invierno y en verano, y donde a veces hay osos.
La tradición oral sobre el monarca recuerda que aquí se encontraba el rey con su imprudente amor, Doña Leonor de Guzmán, antes de partir para la histórica Batalla del Salado.
Fue declarada villa exenta el 10 de abril de 1341 pasando al fuero de Alcántara.
En 1591, Felipe II convirtió a Gata en cabeza de partido sustituyendo la preeminencia de Santibáñez. En 1626 continuó en el señorío alcantarino hasta el fin del régimen señorial en 1811.
Los frutos que se recogen por aquella época son centeno, lino, linaza, frutas, hortalizas, vino, aceite, castañas, tala de madera, miel y cera.
A la caída del Antiguo Régimen la localidad se constituye en municipio constitucional en la región de Extremadura, Partido Judicial de Gata, que en el censo de 1842 contaba con 140 hogares y 767 vecinos.

## Demografía
Cadalso cuenta con una población de 407 habitantes (INE 2024).
| Gráfica de evolución demográfica de Cadalso entre 1842 y 2021                                                       |
| |
| Población de derecho según los censos de población del INE Población de hecho según los censos de población del INE |

## Economía
La población se dedica sobre todo a la agricultura del olivo, aunque la mayoría de los vecinos tiene sus huertos y su ganado (cabras, ovejas, cerdos, gallinas, etc.)
La economía de Cadalso viene marcada por una notable actividad en la agricultura, la cual absorbe casi el 75% de la población activa, el resto se distribuye entre las profesiones de servicios (19 %), los empleados de la construcción (4,2%) y un sector industrial casi inexistente.
La ganadería está dedicada principalmente al ovino y caprino.
Agricultura tradicional
La mayoría de la superficie cultivada es de secano. La suavidad y templanza del clima junto a la abrigada orientación de sus valles, permiten el cultivo de olivos, viñas y multitud de frutales que llenan de aromas y coloridos el paisaje.
Una pequeña parte de la superficie cultivada de regadío sigue utilizando pesqueras y caños para suministrar el agua necesaria al cultivo. Este tipo de explotaciones pertenecen a gente que practican la autosuficiencia y el reciclaje. 
De este tipo de agricultura se obtiene una rica gama de productos locales que en siglos anteriores se destinaban al trueque con los pueblos colindantes.

## Patrimonio

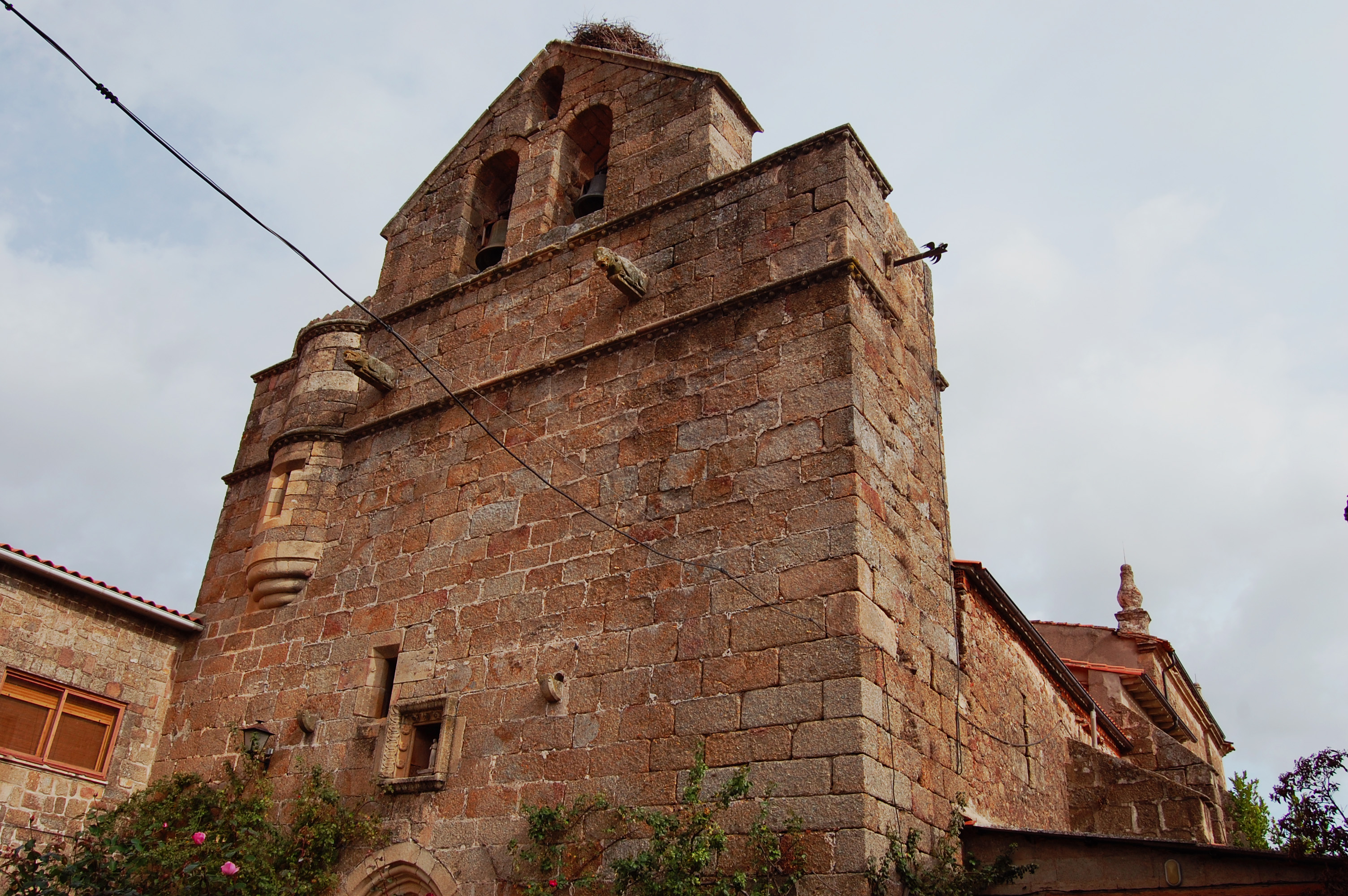
Iglesia de Cadalso

Destaca la iglesia parroquial católica bajo la advocación de la Purísima Concepción, perteneciente a la diócesis de Coria. Desde junio de 2018 es candidata a Bien de Interés Cultural en la categoría de monumento.
También destacan la ermita del Cristo, la Casa del rey y la Real cárcel de la villa.

## Galería

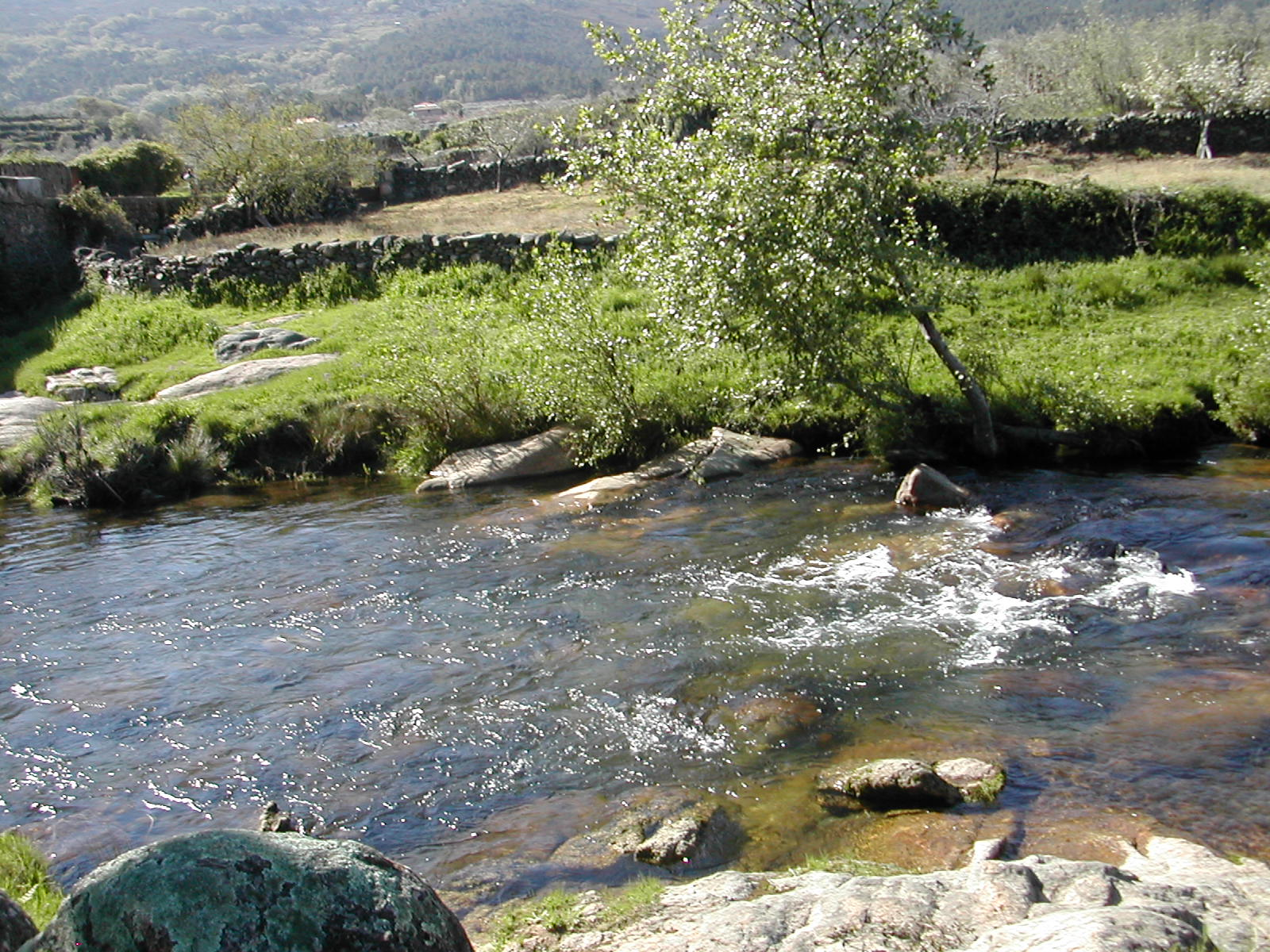
Río Arrago
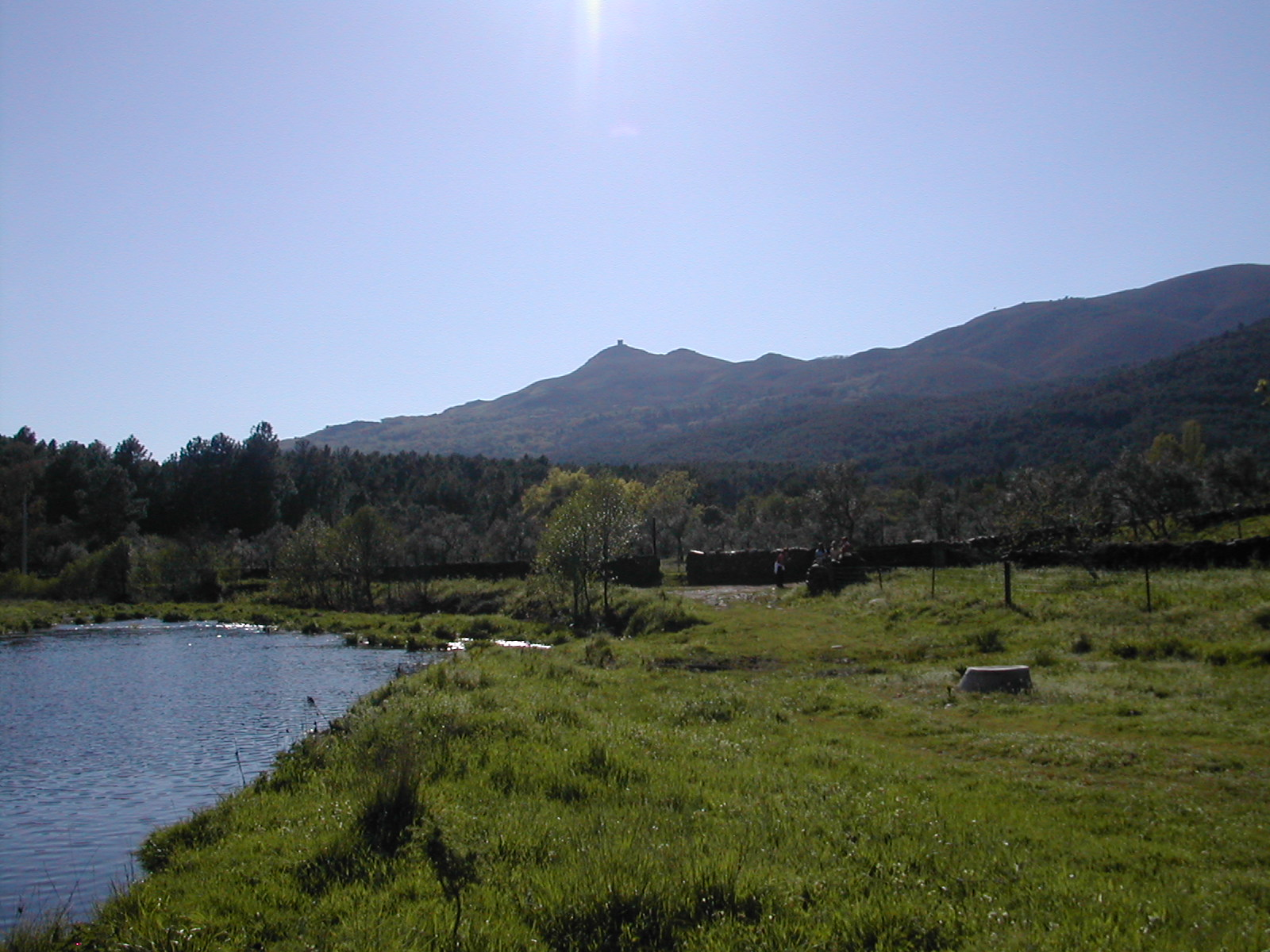
Río Arrago
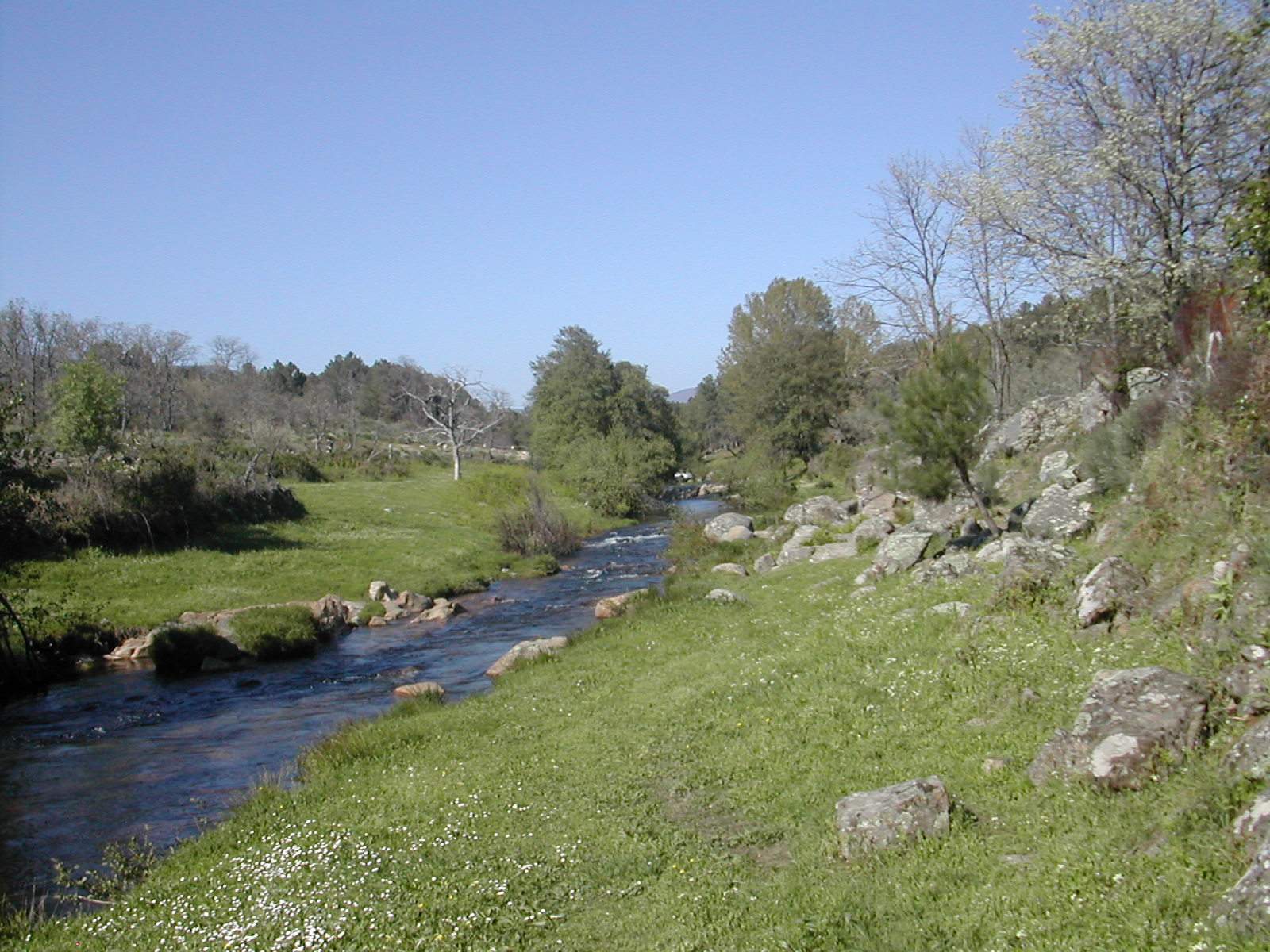
Río Arrago
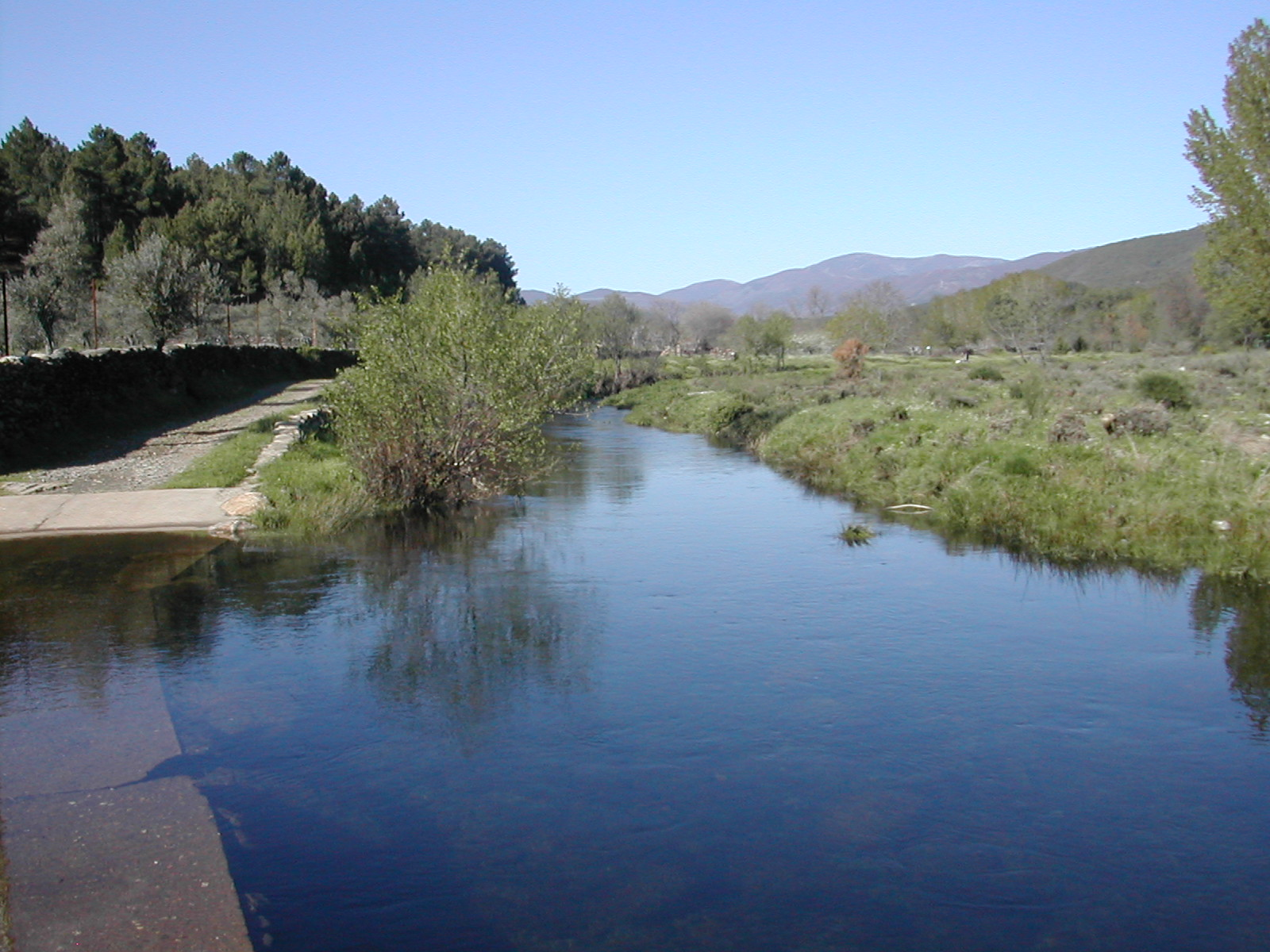
Río Arrago
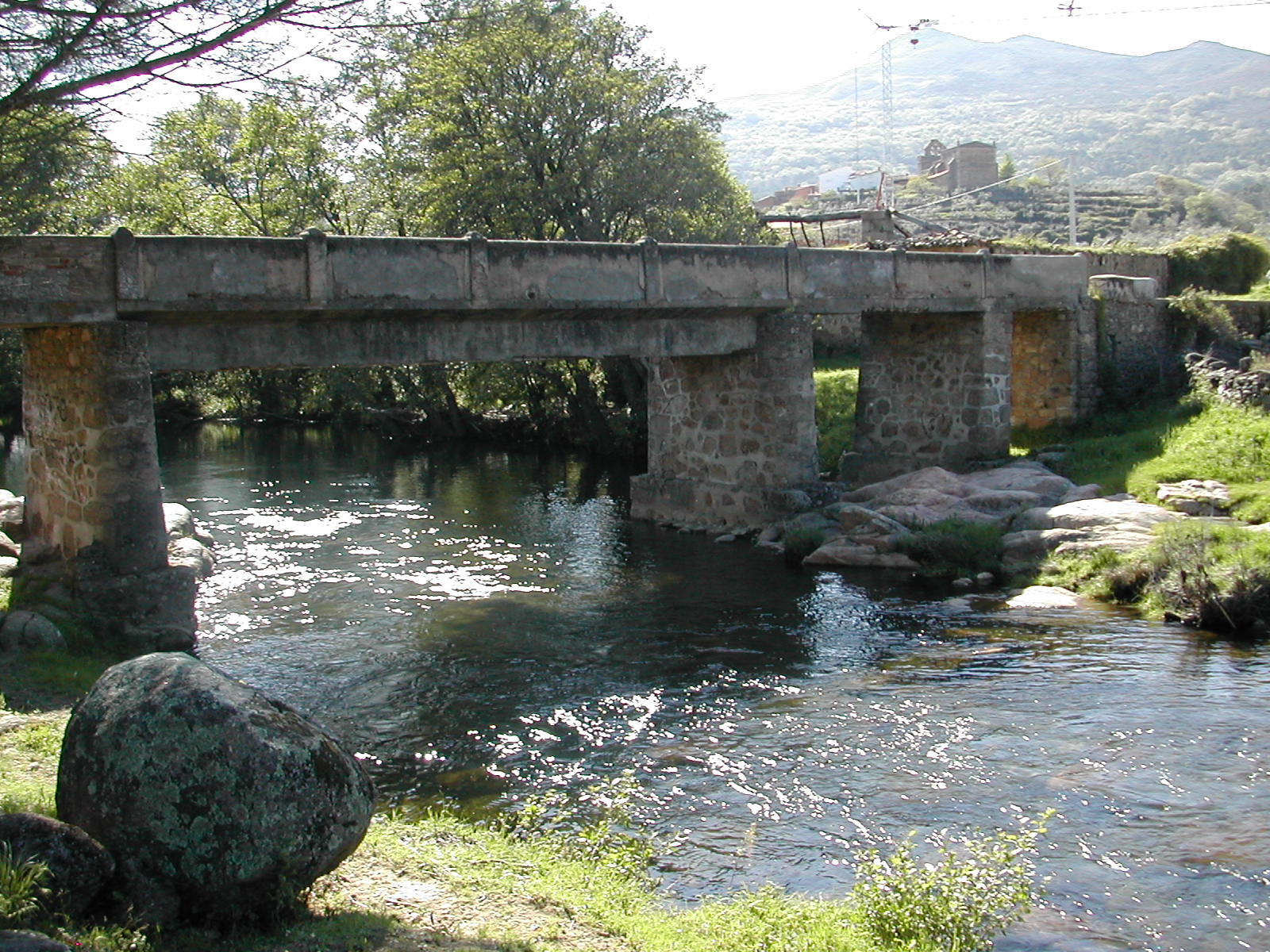
Río Arrago
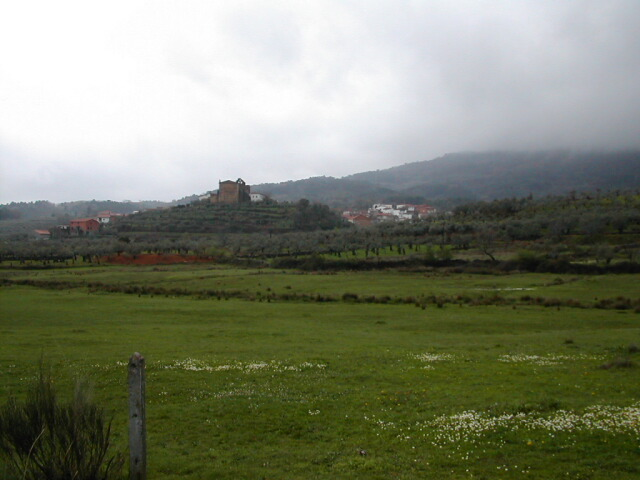
Cadalso
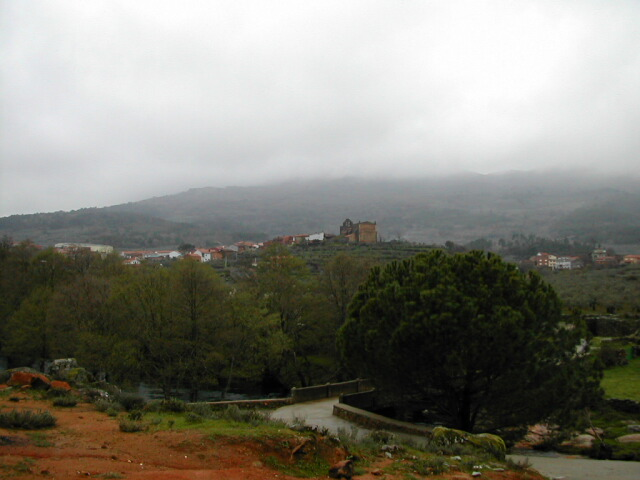
Cadalso

## Cultura

### Festividades
En Cadalso se celebran las siguientes fiestas locales:
- Romería de la Virgen de Fátima, el sábado más próximo al 13 de mayo;
- San Ubaldo, el 16 de mayo;
- San Antonio, el 13 de junio;
- Fiestas de agosto.

### Gastronomía
Entre los productos típicos de Cadalso se encuentran el vino de pitarra, derivados de la matanza extremeña, el queso de cabra y las aceitunas. Entre los platos y dulces típicos del municipio destacan las migas extremeñas, la ensalada de limones, los buñuelos y las floretas.